# Arjen Anthony Lucassen
Arjen Anthony Lucassen (Hilversum, 3 aprile 1960) è un polistrumentista e compositore olandese, fondatore di numerosi progetti musicali quali Ayreon, Star One e Stream of Passion.

## Biografia
Lucassen è un polistrumentista. Nelle sue composizioni suona una buona varietà di strumenti, principalmente chitarre dalla classica all'acustica e soprattutto quella elettrica. Suona anche il flauto e il sintetizzatore, spesso canta.
Il genere musicale che lo contraddistingue non è unitario. Prende spunto dal progressive metal, ma le influenze che convergono nello stile di Lucassen sono molte.
Grazie al proprio talento egli è un musicista professionista, assai abile anche negli aspetti tecnici. Possiede una forte propensione al coniugare e dirigere vari artisti, anche di stile o matrice differente, resa evidente dal successo del progetto Ayreon. Proprio tale "modus operandi", punto di forza quando si considera il lavoro in sé, diviene un ostacolo nell'arrangiamento e nell'organizzazione di esibizioni dal vivo. Raramente è possibile assistere ad un Lucassen "versione live", nonostante talvolta sia accaduto (ad esempio i tour dei progetti Star One e Stream of Passion).

## Discografia

### Da solista
- 1994 – Pools of Sorrow, Waves of Joy
- 1996 – Strange Hobby
- 2012 – Lost in the New Real

### Come Ayreon
Album in studio
- 1995 – The Final Experiment
- 1996 – Actual Fantasy
- 1998 – Into the Electric Castle
- 2000 – Universal Migrator Part 1: The Dream Sequencer
- 2000 – Universal Migrator Part 2: Flight of the Migrator
- 2004 – The Human Equation
- 2008 – 01011001
- 2013 – The Theory of Everything
- 2017 – The Source
- 2020 – Transitus

Album dal vivo
- 2016 – The Theater Equation
- 2018 – Ayreon Universe: Best of Ayreon Live
- 2020 – Electric Castle Live and Other Tales

Raccolte
- 2000 – Ayreonauts Only
- 2008 – Timeline

### Con gli Ambeon
- 2001 – Fate of a Dreamer

### Con gli Star One
- 2002 – Space Metal
- 2010 – Victims of the Modern Age
- 2022 – Revel in Time

### Con gli Stream of Passion
Album in studio
- 2005 – Embrace the Storm

Album dal vivo
- 2006 – Live in the Real World

### Con i Guilt Machine
- 2009 – On This Perfect Day

### Con i The Gentle Storm
- 2015 – The Diary

### Con i Supersonic Revolution
- 2023 – Golden Age of Music

### Altre collaborazioni
- 1981 – Pythagoras – After the Silence
- 1993 – Ian Parry – Symphony of Dreams
- 1994 – Alex Bollard – Pink Floyd Songbook
- 1995 – Ian Parry – Thru the Looking Glass
- 1997 – Veralin – Opposites
- 1998 – Helloise – A Time and Place for Everything
- 1999 – Block Busters – Powder to the People
- 1999 – Ian Parry – Consortium Project
- 1999 – Peter Daltrey – Candy: The Best of Peter Daltrey
- 2000 – Ian Parry – Shadowman
- 2000 – Glass Hammer – Chronometree
- 2000 – Within Temptation – Mother Earth
- 2000 – Lana Lane – Secrets of Astrology (musiche nell'ottava traccia dell'album Tarot)
- 2002 – After Forever – Emphasis/Who Wants to Live Forever (chitarra e tastiera in Who Wants to Live Forever)
- 2002 – Clive Nolan / Oliver Wakeman – The Hound of the Baskervilles
- 2002 – Wicked Sensation – Reflected
- 2003 – Nightingale – Alive Again
- 2003 – Ars Nova – Biogenesis
- 2003 – Gary Hughes – Once and Future King - Part 1
- 2004 – Space Mirrors – The Darker Side of Art
- 2004 – Amadeus' Spell – Amadeus' Spell
- 2005 – Elfonía – This Sonic Landscape
- 2005 – Shadow Gallery – Room V
- 2013 – Avantasia – The Mystery of Time